# Kyoto Broadcasting System
Kyoto Broadcasting System Company, Ltd (株式会社京都放送 Kabushiki-gaisha Kyōto Hōsō?, KBS) es una estación de radiodifusión comercial con sede en Kioto, Japón. Se están haciendo negocios en la prefectura de Kioto como "KBS Kyoto" (KBS京都?) y en la prefectura de Shiga como "KBS Shiga" (KBS滋賀?).

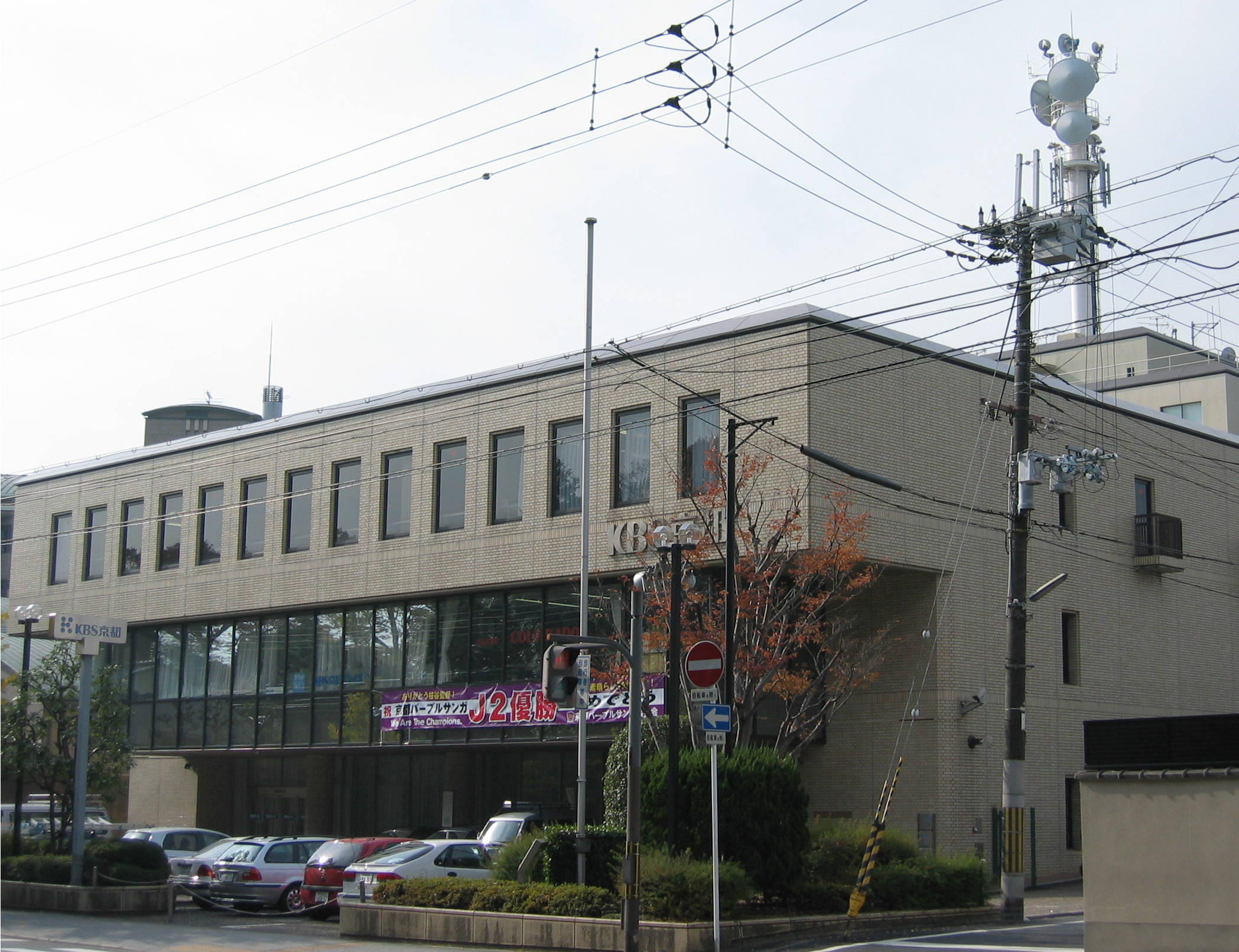
Sede de KBS en Kamigyo-ku, Kioto

Su estación de radio sirve a Kioto y a la prefectura Shiga y es miembro de la Red Nacional de Radio (NRN). Su estación de televisión sirve a Kioto y es miembro de la Asociación Japonesa de Estaciones de Televisión Independiente (JAITS). Desde el 1 de abril de 2005, KBS está transmitiendo la televisión digital en formato ISDB.

## Radiodifusión

### Radio
KBS Kyoto Radio (京都放送ラジオ)
- Kyoto - 1143 kHz, 20 kW, JOBR
- Maizuru - 1215 kHz, 2 kW, JOBO[3]
- Fukuchiyama - 1485 kHz, 100 W, JOBE
- KBS Shiga (Hikone) - 1215 kHz, 1 kW, JOBW, un poco de programación de la prefectura.[3]

### TV (Analógica)
JOBR-TV - KBS Kyoto Television (京都放送テレビジョン)
- Kyoto - canal 34, 10 kW
- Uji-Momoyama - canal 57
- Maizuru - canal 57, 100 W
- Fukuchiyama - canal 56, 200 W
- Miyazu - canal 39, 100 W
- Yamashina - canal 62, 10 W
- Wazuka - canal 40, 10 W
- Yawata - canal 43, 3 W
- Kameoka - canal 41, 300 W

y más...

### TV (Digital)
JOBR-DTV - KBS Kyoto Televisión Digital (京都放送デジタルテレビジョン)
- controlador remoto ID 5
- Kyoto - canal 23

## Historia
Fuente principal: Historia de KBS Kyoto Archivado el 5 de agosto de 2017 en Wayback Machine.
24 de diciembre de 1951: 京都放送 (Kyōto Hōsō KHK?) abre como Radio Kyoto (ラジオ京都 Rajio Kyōto?).
- 1964: Se cambia el nombre de la empresa a Kinki Broadcasting System (近畿放送 Kinki Hōsō?, KBS).
- 1968: Inicia la prueba de transmisión de televisión del monte Hiei.
- 1969: Se inicia el servicio de radiodifusión televisiva. Crearon redes en Tokio con 12 canales (ahora TV Tokyo) y con Televisión Educativa Nippon (ahora TV Asahi) (Actualmente KBS no es miembro de la red de éteres).
- 1981: Comenzó haciendo negocios como "KBS Kioto".
- Estuvo involucrado en un caso de fraude Itoman durante un cierto periodo de tiempo en 1990, lo cual hizo que la empresa corriera el riesgo de ir a la quiebra.
- 1994: Algunos empleados fueron a la corte para la Ley de Reorganización de la Corporación (会社更生法 Kaisha Kōsei Hō?) para salvar a KBS.
- 1995: El nombre de la empresa cambio a Kyoto Broadcasting System Co., Ltd. (株式会社京都放送 Kabushiki-gaisha Kyōto Hōsō?,  KBS), recuperando el nombre original en japonés.
- 1999: Se inicia el procedimiento de reorganización de la corporación.
- 1 de abril de 2005: Se inicia la radiodifusión de televisión digital.
- 2007: El procedimiento de reorganización de sociedades se ha completado.
- 2008: La marca de juguetes conocida como Tomy lanza una furgoneta de juguete edición sistema de radidifusión Choro-Q De Kioto.

## Programa

### TV
- Carreras de caballos en vivo (競馬中継 Keiba chu-kei?)
- Noticias Kioto Shimbun (京都新聞ニュース?)
- Kyo Plus (京プラス?)
- Kyo Biz (京Biz Kyo-Bizu?)
- GO GO Poppin (GO GO ポッピン Go-Go- Hoppin?)
- Taniguchi na yoru (谷口な夜?)
- Running Man (走る男?)
- KBS Kyoto noche de juegos (KBS京都エキサイトナイター Ke-bi-esu Kyo-to Ekisaitingu Naita-?)
- Emocionante! J (エキサイティング!J Ekisaiting Jei?), etc.

### Radio
- Radio caliente de Kōei Shōfukutei (笑福亭晃瓶のほっかほかラジオ Shōfukutei Kōei no Hokka Hoka Radio?), etc.
- All Night Nippon (producido por Nippon Broadcasting System, Inc. (LF))
  - All Night Nippon (lun. - sab. desde la 01:00 a. m. hasta las 03:00 a. m.)
  - All Night Nippon Ever Green (lun. - jue. desde las 03:00 a. m. hasta las 05:00 a. m.)
  - All Night Nippon R (vie. y sab. desde las 03:00 a. m. hasta las 05:00 a. m.)
  - Fukuyama Masaharu All Night Nippon Saturday Special Tamashii no Radio (sab. desde las 11:30 p. m. hasta la 1:00 a. m.)